# Ранасінгхе Премадаса
Ранасінгхе Премадаса (англ. Ranasinghe Premadasa, сингальск. රණසිංහ ප්‍රේමදාස, там. ரணசிங்க பிரேமதாசா) (23 червня 1924, Коломбо, Британський Цейлон — 1 травня 1993, Коломбо, Шрі-Ланка) — політик Шрі-Ланки, прем'єр-міністр Шрі-Ланки з 6 лютого 1978 до 3 березня 1989, президент Шрі-Ланки з 2 січня 1989 до 1 травня 1993.

## Біографія
Народився в небагатій сім'ї, що в подальшому викликало обурення у його політичних опонентів, які походили з знатних кастових родів.
Спочатку планував стати журналістом і переклав на сингальську мову автобіографію Джавахарлала Неру. Політичну кар'єру почав в лавах Лейбористської партії, але, переконавшись в відсутності у неї політичного майбутнього, перейшов в Об'єднану національну партію (ОНП).
У 1950 році обраний в муніципальну раду м. Коломбо, в 1955 році став заступником мера. В 1960 році обраний в парламент.
В 1965 році призначений парламентським секретарем міністра місцевого самоврядування і міністра інформації і радіомовлення. В 1968—1970 роках — міністр місцевого самоврядування. З 1976 року — заступник голови ОНП. З липня 1977 року — знову міністр місцевого самоврядування, а також міністр житлового будівництва і будівних робіт.
Премадаса був міністром радіомовлення в уряді Дадлі Сенанаяке, а в подальшому став наступником Джуніуса Джаявардене як прем'єр-міністр (з 6 лютого 1978 року), а потім президент Шрі-Ланки (з 2 січня 1989 року).
На президентській посаді зіткнувся зі спробою марксистсько-націоналістичного державного перевороту, яким керував Джаната Вимукті Перамуна, який був придушений, і безперервними бойовими діями з тамільськими сепаратистами. Одночасно після виходу непопулярних індійських миротворчих військ з півночі острову відновилася громадянська війна на Шрі-Ланці. Під час президентства був виключений з партії ОНП своїми опонентами.
1 травня 1993 року під час першотравневої демонстрації Премадаса був убитий в результаті вибуху бомби, який був здійснений терористом-смертником, який належав до угрупування Тигри звільнення Таміл-Іламу.

## Пам'ять
На честь Премадаса названий найбільший стадіон Шрі-Ланки.